# Córdoba Open 2024
Córdoba Open 2024 a fost un turneu de tenis masculin jucat pe terenuri în aer liber pe zgură. A fost cea de-a 6-a ediție a Córdoba Open și a făcut parte din seria ATP 250 din Circuitul ATP 2024. A avut loc la Estadio Mario Alberto Kempes din Córdoba, Argentina, între 3 și 11 februarie 2024.

## Campioni

### Simplu
Pentru mai multe informații consultați Córdoba Open 2024 – Simplu

### Dublu
Pentru mai multe informații consultați Córdoba Open 2024 – Dublu

## Puncte și premii în bani

### Distribuția punctelor
| Probă  | C   | F   | SF  | QF | R16 | R32 | Q   | Q2  | Q1  |
| Simplu | 250 | 165 | 100 | 50 | 25  | 0   | 12  | 7   | 0   |
| Dublu  | 250 | 150 | 90  | 45 | N/A | 0   | N/A | N/A | N/A |

### Premii în bani
| Probă  | C       | F       | SF      | QF      | R16    | R28    | Q2     | Q1     |
| Simplu | $85,535 | $49,900 | $29,335 | $16,995 | $9,870 | $6,030 | $3,015 | $1,645 |
| Dublu* | $29,720 | $15,900 | $9,320  | $5,210  | $3,070 | N/A    | N/A    | N/A    |

*per echipă